# فاطمه علیه
فاطمه علیه (همچنین شهرت‌یافته به فاطمه علیه توپوز) (۱۸۶۲- ۱۹۳۲م) مترجم، روزنامه‌نگار، ادیب و نویسندهٔ تُرک بود.